# HD 128311 b
HD 128311 b는 목동자리 방향으로 지구로부터 약 54 광년 떨어진 곳에 있는 외계 행성이다. 이 행성은 모항성 HD 128311로부터 1.1 천문단위 떨어진 곳을 돌고 있다. b의 최소 질량은 목성의 약 2.19배이며 크기는 목성과 거의 같은데 약 3.3 퍼센트 더 크다.

## 참고 문헌
- (영어) Butler;  외. (2003). “Seven New Keck Planets Orbiting G and K Dwarfs”. 《The Astrophysical Journal》 582 (1): 455–466. doi:10.1086/344570. 2012년 7월 13일에 원본 문서에서 보존된 문서. 2009년 6월 21일에 확인함.
- (영어) Butler;  외. (2006). “Catalog of Nearby Exoplanets”. 《The Astrophysical Journal》 646 (1): 505–522. doi:10.1086/504701. 2019년 12월 7일에 원본 문서에서 보존된 문서. 2009년 6월 21일에 확인함.